# ریوسکه سوتا
ریوسکه سوتا (انگلیسی: Ryōsuke Sota؛ زادهٔ ۲۴ اکتبر ۱۹۹۷) بازیگر، و مدل (شخص) اهل ژاپن است. وی از سال ۲۰۱۸ میلادی تاکنون مشغول فعالیت بوده‌است.